# Jessheim
Jessheim é uma pequena cidade localizada na comuna de Ullensaker, Noruega. Em 1998, Jessheim tinha uma população com cerca de 5 mil habitantes, mas a população em 2006 é de 12 mil habitantes.